# David Brown (roer)
 For alternative betydninger, se David Brown. (Se også artikler, som begynder med David Brown)
David Preston "Dave" Brown (16. maj 1928 - 14. august 2004) var en amerikansk roer og olympisk guldvinder, født i Californien.
Brown var med i USA's otter, der vandt guld ved OL 1948 i London, den 6. amerikanske OL-guldmedalje i otteren i træk. Resten af besætningen bestod af brødrene Ian og David Turner, James Hardy, George Ahlgren, Lloyd Butler, Justus Smith, John Stack og styrmand Ralph Purchase. Samtlige otte roere var studerende ved University of California, Berkeley og medlemmer af universitetets roklub. Der deltog i alt 12 både i konkurrencen, hvor amerikanerne sikrede sig guldet foran Storbritannien og Norge, der vandt henholdsvis sølv og bronze. Det var de eneste olympiske lege Brown deltog i.

## OL-medaljer
- 1948:  Guld i otter